# HMS 알비온 (L14)
HMS 알비온 (L14)은 영국 해군의 LPD 상륙함이다.

## 역사
만재배수량 2만톤의 Landing Platform Dock(LPD) 상륙함이다. 동급 상륙함은 모두 2척이 건조되었다. 한국의 독도함과 만재배수량이 같다.
1996년 7월 18일 발주하여, 1998년 5월 23일 착공했으며, 2001년 3월 9일 진수되어 영국 해군에 인도되었다. 2003년 6월 19일 취역했다.
독도함처럼 상부 전체가 비행갑판이 아니라, 절반 정도 함미쪽만 비행갑판이 있으며, 치누크 헬기 2대가 동시에 이착륙할 수 있다.
자매함인 HMS 불워크 (L15), 헬기항모인 HMS 오션 (L12)와 함께, 알비온함은 영국 해군 상륙작전의 주축인 군함이다. 평소에는 256명의 해병을 수송할 수 있다. 내부격납고는 탱크도 탑재할 수 있으며, 4대의 상륙용 주정 장비(LCU)를 이용해 함미의 도크로 내보내 탱크를 상륙시킬 수 있다. 해병대는 LCU 보다 작은 4대의 LCVP(Landing Craft Vehicle and Personnel)를 이용해 상륙시킬 수도 있다.
2018년 6월 22일, 부산 해군작전사령부 부산작전기지에 입항했다.

## 같이 보기
- 천왕봉급 상륙함 - 대한민국도 LPD를 건조중이다.